# 大亨也瘋狂
《大亨也瘋狂》（英語：The Associate）是一部由唐纳德·皮特里执导，尼克·泰尔（Nick Thiel）擔任編劇的1996年美国喜劇電影。它由琥碧·戈柏、黛安·韦斯特、伊萊·沃勒克、提姆·達利和畢比·諾維爾什等共同出演。

## 演員
- 琥碧·戈柏 飾演 Laurel Ayres / Mr. Robert S. Cutty
- 黛安·韦斯特 飾演 Sally Dugan
- 伊萊·沃勒克 飾演 Donald Fallon
- 提姆·達利 飾演 Frank Peterson
- 畢比·諾維爾什 飾演 Camille Scott
- Austin Pendleton（英语：Austin Pendleton） 飾演 Aesop Franklin
- Lainie Kazan（英语：Lainie Kazan） 飾演 Cindy Mason
- George N. Martin 飾演 Walter Manchester
- Kenny Kerr 飾演 Charlie
- Lee Wilkof（英语：Lee Wilkof） 飾演 Bissel
- Željko Ivanek（英语：Željko Ivanek） 飾演 美国证券交易委员会代理人 Tompkins
- Colleen Camp（英语：Colleen Camp） 飾演 Detective Jones
- Jerry Hardin（英语：Jerry Hardin） 飾演 Harley Mason
- 艾莉森·珍妮 飾演 Sandy
- Lawrence Gilliard Jr.（英语：Lawrence Gilliard Jr.） 飾演 Thomas
- Vincent Laresca（英语：Vincent Laresca） 飾演 José
- Jonathan Freeman（英语：Jonathan Freeman (actor)） 飾演 Hockey game executive
- John Rothman（英语：John Rothman） 飾演 Jogging track executive
- Johnny Miller（英语：Johnny Miller） 飾演 himself
- Sally Jessy Raphael（英语：Sally Jessy Raphael） 飾演 自己
- 唐納·川普 飾演 自己